# Kvarnsjön (Undenäs socken, Västergötland, 650082-142617)
Kvarnsjön är en sjö i Karlsborgs kommun i Västergötland och ingår i Motala ströms huvudavrinningsområde.